# Средний (Дмитровский район)
Сре́дний — упразднённый посёлок, существовавший на территории Дмитровского района Орловской области до 1969 года. Входил в состав Бородинского сельсовета.

## География
Располагался в 15 км к северу от Дмитровска на правом берегу реки Большая Локна, между сёлами Бородино и Лысое.

## История
В 1926 году в посёлке было 15 дворов, проживало 84 человека (38 мужского пола и 46 женского). В то время Средний входил в состав Бородинского сельсовета Волконской волости Дмитровского уезда Орловской губернии. С 1928 года в составе Дмитровского района. В 1937 году в посёлке было 7 дворов. Во время Великой Отечественной войны, с октября 1941 года по август 1943 года, находился в зоне немецко-фашистской оккупации (территория Локотского самоуправления). Упразднён 17 января 1969 года.

## Население
| Годы      | 1926 |
| --------- | ---- |
| Население | 84   |